# Lyrical Interlude
Lyrical Interlude est une œuvre de musique de chambre pour deux violons, deux altos et violoncelle du compositeur britannique Arnold Bax composé en 1923.

## Contexte
En 1908, Bax avait quitté l'Académie depuis trois ans et commençait à être connu pour ses chansons, mais très peu de sa musique avait alors été jouée et il était presque inconnu en tant que compositeur. Il a produit un quintette à cordes en sol, long et complexe, avec deux violoncelles, qui a été interprété par le quatuor Wessely à l'Aeolian Hall de Londres en juillet 1908. Il s'agit d'une œuvre où l'accent irlandais des débuts du compositeur est très présent, mais qui contraste avec d'autres styles de l'époque ; Arnold Bax est parfaitement au courant des techniques non seulement de l'impressionnisme, mais aussi de la deuxième école de Vienne à cette époque. En 1914, le manuscrit fut envoyé en Allemagne dans l'espoir d'y être joué et, lorsque la guerre éclata, Bax pensa qu'il avait été perdu, mais après l'armistice, en 1919, il fut rendu au compositeur qui estima clairement qu'il était passé à autre chose et ne le remit pas sur le tapis. Il réécrit le deuxième mouvement lent, pour un quintette avec deux altos, sous la forme de l'actuel Lyrical Interlude, et, dédié à Ralph Vaughan Williams, publiée en tant qu'œuvre distincte en 1923.